# Hafen Erlangen
Der Hafen Erlangen ist ein Hafen- und Gewerbegebiet im Westen der kreisfreien Stadt Erlangen in Mittelfranken.

## Geographie

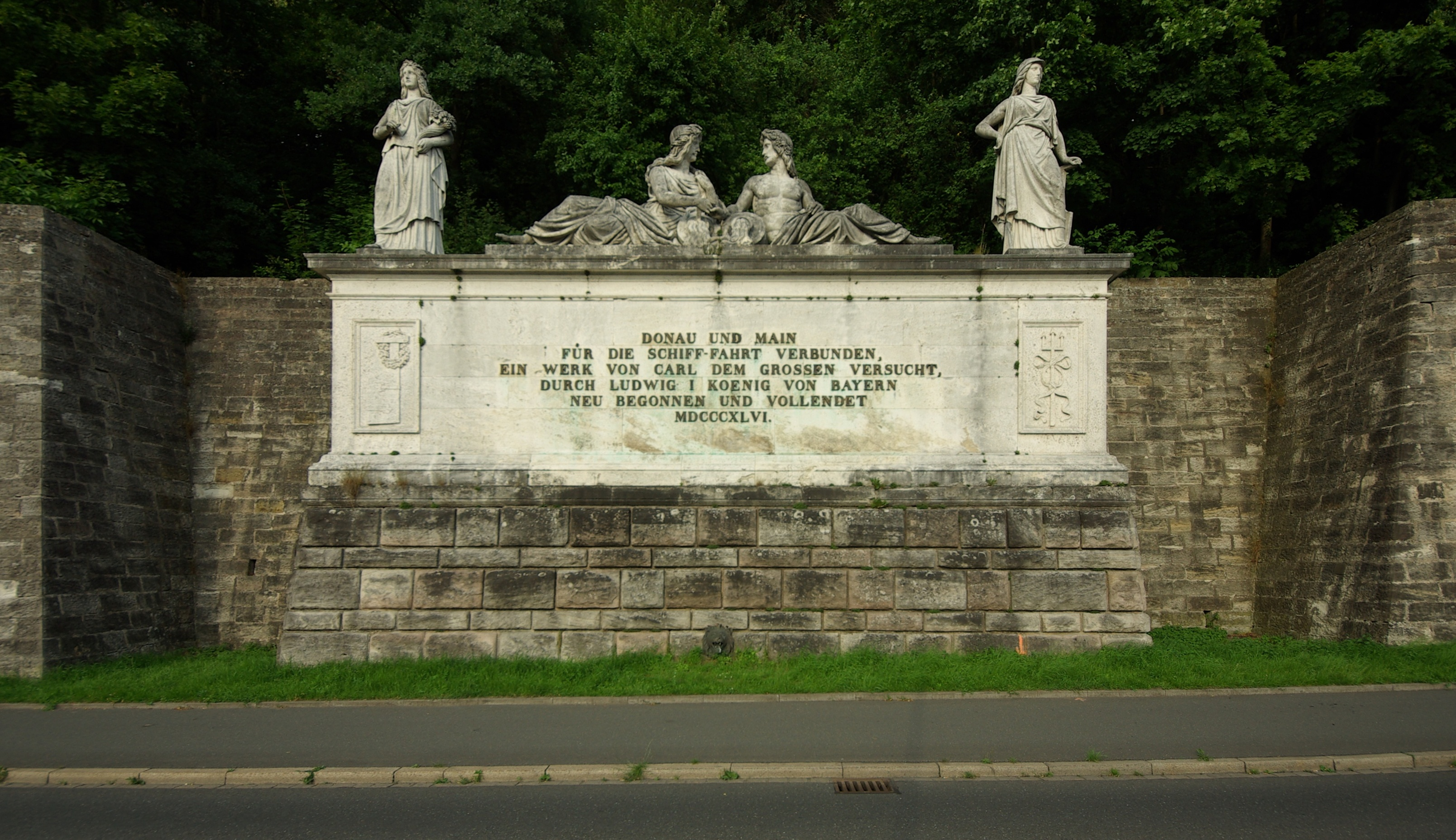
Kanaldenkmal in Erlangen

Der Hafen Erlangen liegt drei Kilometer westlich des Stadtkernes von Erlangen zwischen den Ortsteilen Büchenbach und Schallershof. Er ist als Parallelhafen entlang des Main-Donau-Kanals (MDK) angelegt.
Das Hafengebiet des Parallelhafens Erlangen befindet sich auf der westlichen Seite (linkes Ufer) in der Haltung Erlangen. Es erstreckt sich von Kanalkilometer 45,283 bis 45,939 und umfasst ein 21 Meter breites Hafenbecken mit Kaimauer sowie ein Wendebecken mit Anlegestelle. Landseitig gehören außerdem Umschlagplätze, eine Ladestraße und Zufahrtswege zum Hafengebiet. Westlich des Hafengebiets schließt sich ein fast 90 Hektar großes Industriegebiet an. Das Gebiet liegt auf einer Höhe von 285 m ü. NN auf einer ist eine lettengründigen Ebene auf Keuperschichten oberhalb des 800 m östlich verlaufenden Regnitzgrundes.

## Geschichte

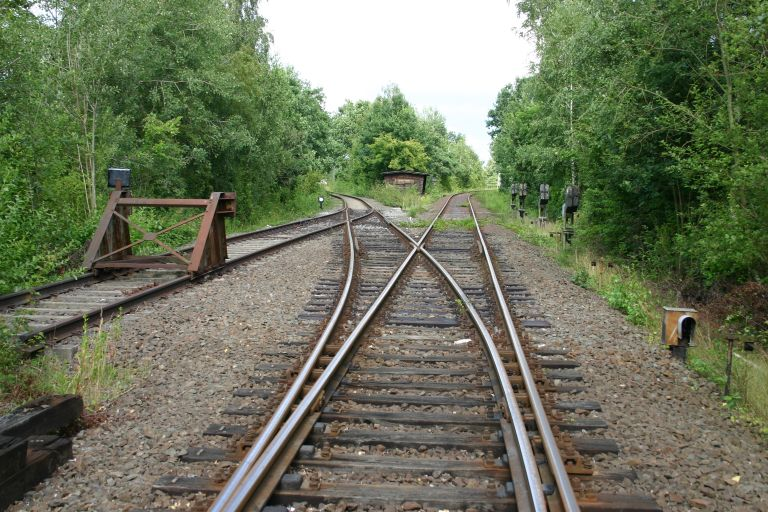
Abzweiggleis zum Hafen Erlangen

Bereits seit den 1840er Jahren führte der Ludwig-Donau-Main-Kanal westlich an Erlangen vorbei. Nach Schäden im Zweiten Weltkrieg wurde dieser, auch aufgrund der nicht mehr zeitgemäßen Beförderungskapazitäten, um 1950 herum aufgelassen. Der alte Hafen ist heute durch die Hauptfeuerwache der Feuerwehr Erlangen überbaut. ⊙ Ein Kanaldenkmal erinnert heute noch an die historischen Anlagen (siehe Bild). In den 1960er Jahren wurde er im Erlanger Stadtbereich als Trassenführung der Bundesautobahn 73 vollständig überbaut; die Planungen und Bautätigkeiten für den Kanalneubau begannen. Als Gelände wurden die Flurstücke Klosterberg und am Lerchenbühl etwa einen Kilometer weiter westlich ausgewählt.
Der Main-Donau-Kanal wurde ab 1960 von Bamberg aus nach Süden gebaut. Am 30. Oktober 1970 wurden die Schleusen Erlangen und Kriegenbrunn fertiggestellt sowie die Haltung Erlangen mit ihren Häfen in Betrieb genommen. Damit war der Hafen Erlangen über Bamberg vom Main aus zu erreichen. Im Jahr 1972 wurde der Main-Donau-Kanal bis Nürnberg fertig gestellt, so dass Schiffe auf Richtung Norden vermehrt die Häfen in Fürth und Nürnberg anlaufen konnten. Dementsprechend konnten im Jahr 1971 noch 204.000 Tonnen Schiffsgüter umgeschlagen werden, bevor die Umschlangsmengen in den Folgejahren zurückgingen (1974: 92.500 Tonnen Schiffsgüter und 10.151 Tonnen Eisenbahngüter, 1976: 73.400 Tonnen Schiffsgüter und 15.000 Tonnen Eisenbahngüter). Ab 1976 bis 1984 stiegen die Umschlagsmengen wieder. Im Jahr 1984 wurden 194.900 Tonnen Schiffsgüter und 67.490 Tonnen Eisenbahngüter umgeschlagen. Zu dieser Zeit waren Kohle, Koks, Sande, Erden und Düngemittel die wichtigsten Umschlagsgüter. 2006 wurde ein Güterumschlag von etwa 82.000 Tonnen erreicht.
In der Haltung Erlangen befinden sich weitere Hafenanlagen, die mittlerweile nicht mehr als Häfen genutzt werden. So wurde bis 2001 an der Lände Frauenaurach Steinkohle für das Kraftwerk Franken II gelöscht. Direkt gegenüber dem Hafen Erlangen befand sich am Ostufer des Kanals die Lände Erlangen mit Liegeplätzen für zwei Schiffe. Ab 1972 wurden von hier aus Tagesfahrten mit Fahrgastschiffen nach Nürnberg, Forchheim und Bamberg durchgeführt. Nach einem allmählichen Rückgang der anfänglich starken Nachfrage wurden die Ausflugsfahrten endgültig eingestellt. Die Lände wurde 2016 außer Betrieb genommen und ihr Fahrgastschiffanleger abgebaut.
Nach einem Wechsel des Hafenbetreibers 2016 wurden die Anlegestellen des Hafen Erlangen neben Frachtschiffen vermehrt auch von Flusskreuzfahrtschiffen genutzt. Nach der Fertigstellung eines neuen Personenschifffahrtshafens in Nürnberg ging ab 2017 die Nutzung des Erlanger Hafens durch Kreuzfahrtschiffe wieder zurück. Seitdem konzentriert sich der Hafenbetreiber wieder auf den Güterumschlag. Im Jahr 2019 wurden 3.000 Tonnen Steinkohle und 20.000 Tonnen Flussspat umgeschlagen.
Ab 2021 ist eine weitergehende Wiederbelebung des Güterumschlages Straße/Wasser/Schiene geplant. So soll das Hafengleis am Anleger wieder in Betrieb genommen werden.

## Gewerbe und Infrastruktur
Die Gesamtfläche des Erlangener Hafengebietes beträgt circa 90 Hektar und ist noch nicht voll genutzt. 15 Hektar stehen frei, 5 ha belegen die Hafenanlagen und deren Verkehrswege selbst, 1,1 ha nehmen Lagerflächen ein. Straße/Schiff werden hauptsächlich Steine, Schüttgüter wie Schotter und Kohle, Erze und Schrott umgeschlagen.  Es stehen ein 12-t- und ein 8-t-Kran, Flurförderzeuge und Pumpen zur Verfügung, die derzeit nicht ständig besetzt und nur bedarfsorientiert betreut werden. Eine Zollabfertigung wäre vor Ort ebenfalls möglich.
Es können bei einer Kailänge von 350 Meter entweder zwei Schubverbände mit 185 m Länge oder drei Gütermotorschiffe à 110 m Länge gleichzeitig festmachen und geleichtert oder beladen werden.  Im nördlichen Bereich des Hafens befindet sich ein Wendebecken, in der Wasserfahrzeuge bis zu einer Länge von 135 m wenden können.
Betrieblich nicht Teil des Hafens, aber innerhalb des Geltungsbereiches des Hafenbereiches befindet sich im Wendebecken der Steg der Erlanger Wanderrudergesellschaft Franken e. V. mit Bootshaus sowie eine Einsetzstelle für Kleinfahrzeuge (Slipanlage) bei km 45,3.

## Verkehr
Auf die dort autobahnähnlich ausgebaute B 4 sowie die A 73 kann in etwa einen Kilometer östlich aufgefahren werden. Die A 3 ist in Richtung Würzburg auch über die Frauenauracher Straße sowie die Staatsstraßen 2240 (Abfahrt Erlangen-West) oder 2244 (Abfahrt Erlangen-Frauenaurach) erreichbar. Die Zufahrtswege zum Hafen Erlangen sind bis zu 70 Tonnen belastbar.
Von der ansonsten ungenutzten Bahnstrecke Erlangen-Bruck–Herzogenaurach zweigt am Bahnhof Frauenaurach ein Privatgleisanschluss zum Hafen Erlangen ab. Dieser wird von der Stadt Erlangen betrieben. Der Gleisanschluss wird hauptsächlich von der im angrenzenden Industriegebiet ansässigen Müllumladestation in Anspruch genommen. Ein Gleis führt direkt unter die Kräne an der Kaianlage, ist aber gesperrt. An einem Gleis steht eine Laderampe zur Verfügung.
Der ÖPNV bedient das Hafengelände mit den Buslinien 201 und 281 der VGN an den Haltestellen Am Hafen nördlich und Gerätewerk südlich.